# Glynne Evans
Madelaine Glynne Dervel Evans (23 de agosto de 1944) es una diplomática británica retirada y asesora de seguridad.

## Trayectoria
Licenciada en Filosofía y Letras por la Universidad de Saint Andrews en 1966 y doctorada en el University College de Londres en 1971 con la tesis La aristocracia terrateniente en Perú, 1600-1680. Se incorporó al Ministerio de Relaciones Exteriores y de la Mancomunidad de Naciones (FCDO, por sus siglas en inglés) en 1971 como Segunda Secretaria y al año siguiente fue destinada a Buenos Aires; ascendió a Primera Secretaria en 1975.
En 1977, regresó al FCDO y fue destinada a Nueva York, primero a la Secretaría del Consejo de Seguridad de las Naciones Unidas (1978) y luego como Primera Secretaria de la Misión del Reino Unido ante las Naciones Unidas (1979-1982). De 1990 a 1996, fue jefa del Departamento de la ONU en el Foreign Office. Consejera de la Misión en Bruselasy posteriormente embajadora en Chile (1997-2000) y en Portugal (2001-2004). Tras su jubilación, ha sido consejera en algunas compañías empresariales (Asesora Principal de Olive Group Ltd en 2006 y de Restrata Ltd en 2013).
| Cargos diplomáticos               | Cargos diplomáticos                              | Cargos diplomáticos           |
| --------------------------------- | ------------------------------------------------ | ----------------------------- |
| Precedida por Frank Basil Wheeler | Embajadora de Reiuno Unido en Chile 1997–2000    | Sucedida por Gregory Faulkner |
| Precedida por John Holmes         | Embajadora de Reiuno Unido en Portugal 2001–2004 | Sucedida por John Buck        |

## Reconocimientos
Ha recibido numerosas distinciones como la Orden de San Miguel y San Jorge (1992) y fue nombrada Dama Comendadora de la Excelentísima Orden del Imperio Británico (2000).
En 2020, fue incluida dentro del proyecto “Mujeres Investigadoras en los Archivos Estatales (1900-1970)” para la descripción archivística y creación de un micrositio específico en el Portal de Archivos Españoles (PARES), desarrollado entre 2020-2023. Este proyecto ha sido impulsado por la Subdirección General de Archivos Estatales, con el objetivo visibilizar la labor de investigación realizada en España por las mujeres en el intervalo 1900-1970 partiendo de los registros documentales que se conservan en los Archivos de Gestión de los AAEE del Ministerio de Cultura (el Archivo Histórico Nacional, el Archivo de la Corona de Aragón, el Archivo General de Simancas, el Archivo General de Indias, el Archivo de la Real Chancillería de Valladolid, el Archivo General de la Administración y el Centro de Información Documental de Archivos).